# Plenitude auricular
Plenitude auricular, ou plenitude aural, é um termo da área de audiologia usado para descrever uma percepção auditiva associada à sensação de orelha abafada, pressão no ouvido ou mesmo a impressão de "ouvido entupido" e autofonia.
O sintoma, muitas vezes negligenciado, pode estar relacionado a diversas patologias. Assim, há possibilidade de acometimento de qualquer parte do sistema auditivo, desde a parte periférica, como o canal acústico externo até o ouvido interno.
Considerando o exposto, abaixo serão descritas algumas das disfunções nas quais a plenitude auricular é comumente referida pelo paciente.

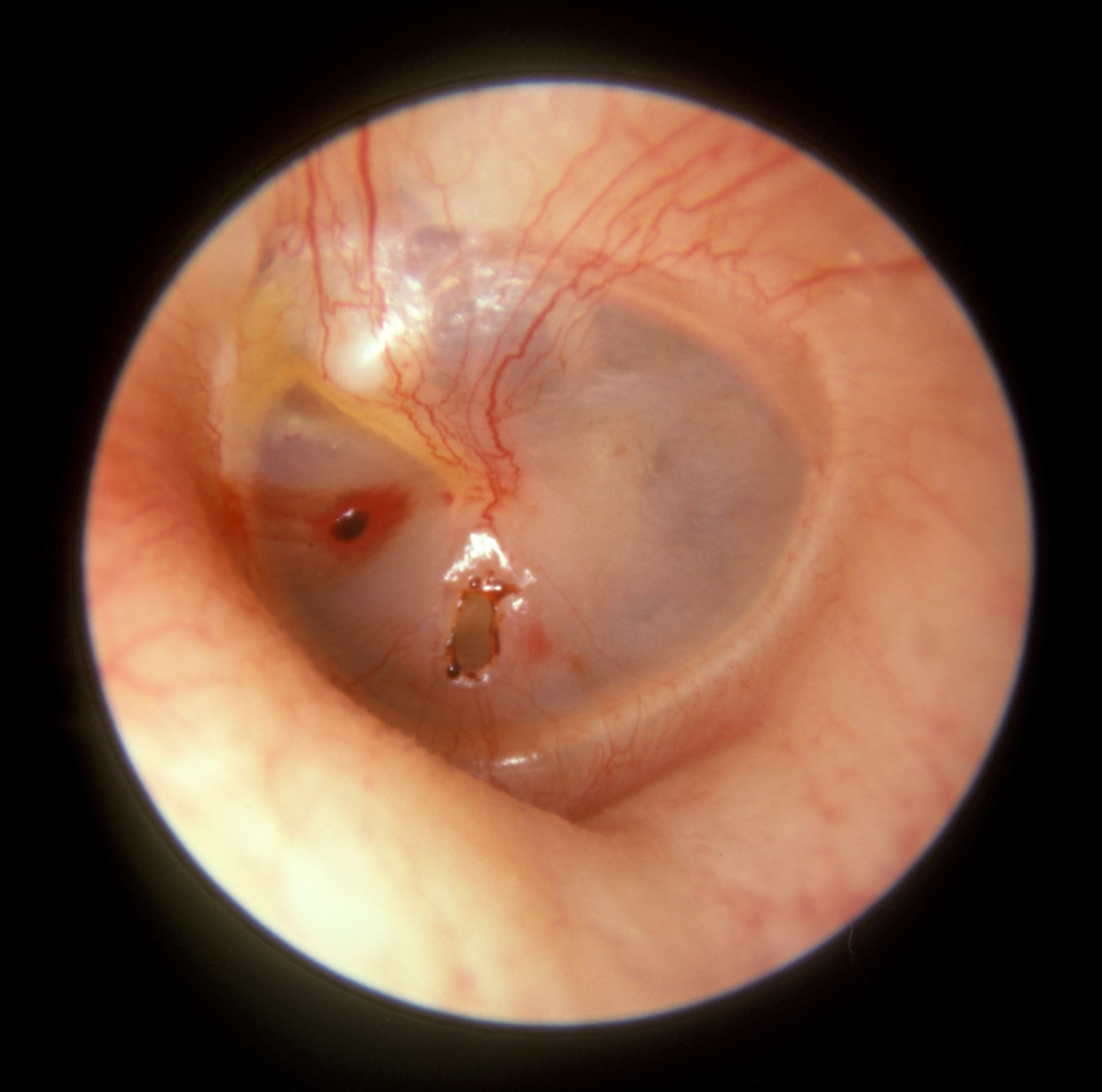
Perfuração da membrana do tímpano

## Trauma Auditivo
O trauma auditivo pode ser decorrente da perfuração membrana timpânica, que ocorre, na maioria das vezes, pela exposição ao ruído de alta intensidade; acidente com impacto cefálico ou inserção de objetos pontiagudos dentro do meato acústico; ou, ainda, pode estar associada a uma agressão sofrida pelo paciente por um sujeito.
Como consequência dessa perfuração, pode haver perda auditiva, geralmente do tipo condutiva, acompanhada por sintomas como: plenitude auricular, zumbido, autofonia e infecções da orelha média.

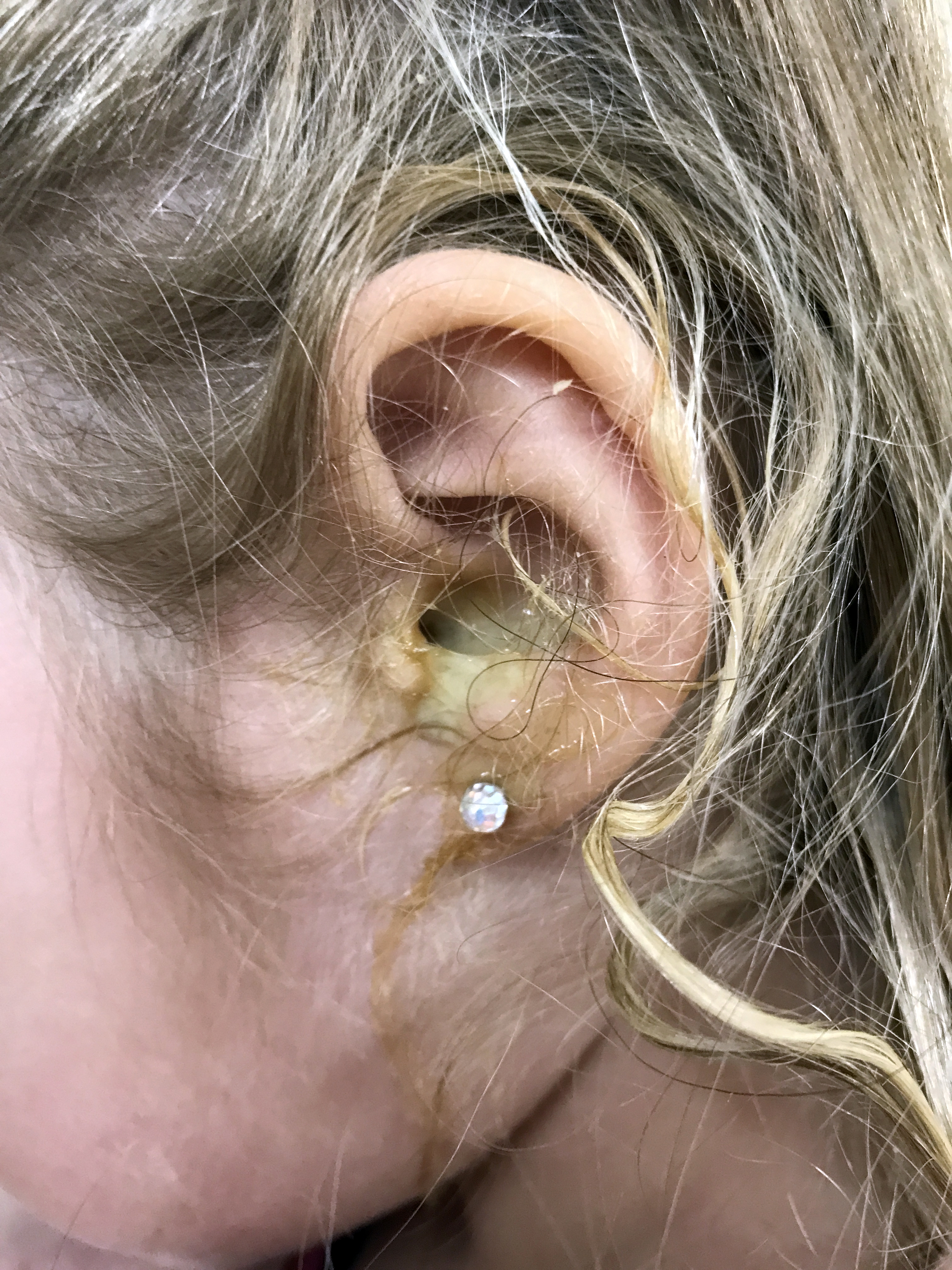
Otite média (MT) com perfuração da membrana do tímpano

## Disfunção da Tuba Auditiva
A tuba auditiva é responsável por equalizar a pressão entre o meio externo e a orelha, além de ter papel na drenagem. De forma geral, a função tubária é afetada nos pacientes com histórico de infecções de orelha média e indivíduos com rinite e/ou sinusite.
A disfunção da tuba auditiva pode, ainda, necessitar de tratamento médico em vista a prevenir uma possível otite. Em caso de instalação dessa patologia é provável que a sensação de plenitude auricular esteja presente, a infecção do meato acústico externo propiciará uma região edemaciada, inchada e ocluída, gerando a percepção de ouvido tampado. As otites podem estar relacionadas ao contato com mar ou piscina, por limpeza excessiva do meato acústico externo ou pelo mau uso de EPIs.

## Disfunções Temporomandibulares
As disfunções temporomandibulares (DTM) estão sendo associadas a sintomas otológicos, dentre eles, há prevalência do zumbido, otalgia (dor de ouvido) e plenitude auricular. Essa ligação pode ser relacionada a  proximidade anatômica entre a a articulação temporomandibular (ATM) e os músculos da face, os quais compartilham a inervação do nervo trigêmio.
De maneira geral, a DTM pode causar vários efeitos, auditivos e não auditivos. Quanto aos efeitos não auditivos, há dores orofaciais e cefaléia (dor persistente e violenta de cabeça), já os efeitos auditivos podem ser zumbido, plenitude auricular, otalgia e perda auditiva.
A dor é definida, segundo a International Association for the Study of Pain - IASP, como uma experiência sensorial e emocional desagradável. Na disfunção temporomandibular (DTM) as condições musculoesqueléticas, quer da região cervical, quer da musculatura da mastigação, são a maior causa de dor não dental na região orofacial, e essa dor normalmente se localiza na área pré-auricular irradiando-se para a região temporal, frontal ou occipital.

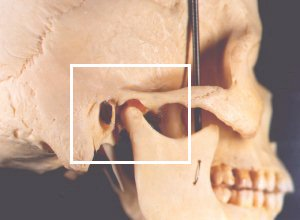
A articulação temporomandibular

É comum pacientes com dor na ATM também se queixarem de dor otológica, isso por quê na orelha encontra-se contido no osso temporal e relaciona-se com o côndilo mandibular, separado deste apenas pela parede timpânica. A proximidade da orelha com a ATM e os músculos da mastigação como também suas inervações comuns no trigêmeo, criam uma condição frequente de dor reflexa.
Otalgia sem causas orgânicas é um sintoma comum em pacientes com DTM, ainda que a etiologia seja controversa, e as investigações da influência do tratamento da DTM por conta da otalgia são escassos. Dentre os estudos sobre a ATM, temos a necessidade de um tratamento multidisciplinar no qual envolve profissionais das seguintes áreas: Fisioterapia, Psicologia, Odontologia, Otorrinolaringologia e Fonoaudiologia.
A multidisciplinariedade se deve ao fato de o indivíduo ser avaliado globalmente, procurando adequar a mobilidade das articulações, reabilitar a oclusão dentária, reposicionar a língua, reeducar posturas, equilibrar grupamentos musculares e orientar trabalho respiratório, melhorando a qualidade de vida do paciente e promovendo seu retorno mais breve possível às atividades diárias.

## Perdas Auditivas
A sensação de plenitude auricular está normalmente associada a perda auditiva neurossensorial, sendo uma das queixas de maior recorrência juntamente com o zumbido.
Existe uma relação importante entre as perdas auditivas obtidas nas audiometrias ocupacionais e os sintomas auditivos mais frequentes como: dificuldade de compreensão da fala, hipoacusia, zumbido, sensação de plenitude auricular, otorreia e tonturas.

## Doença de Menière

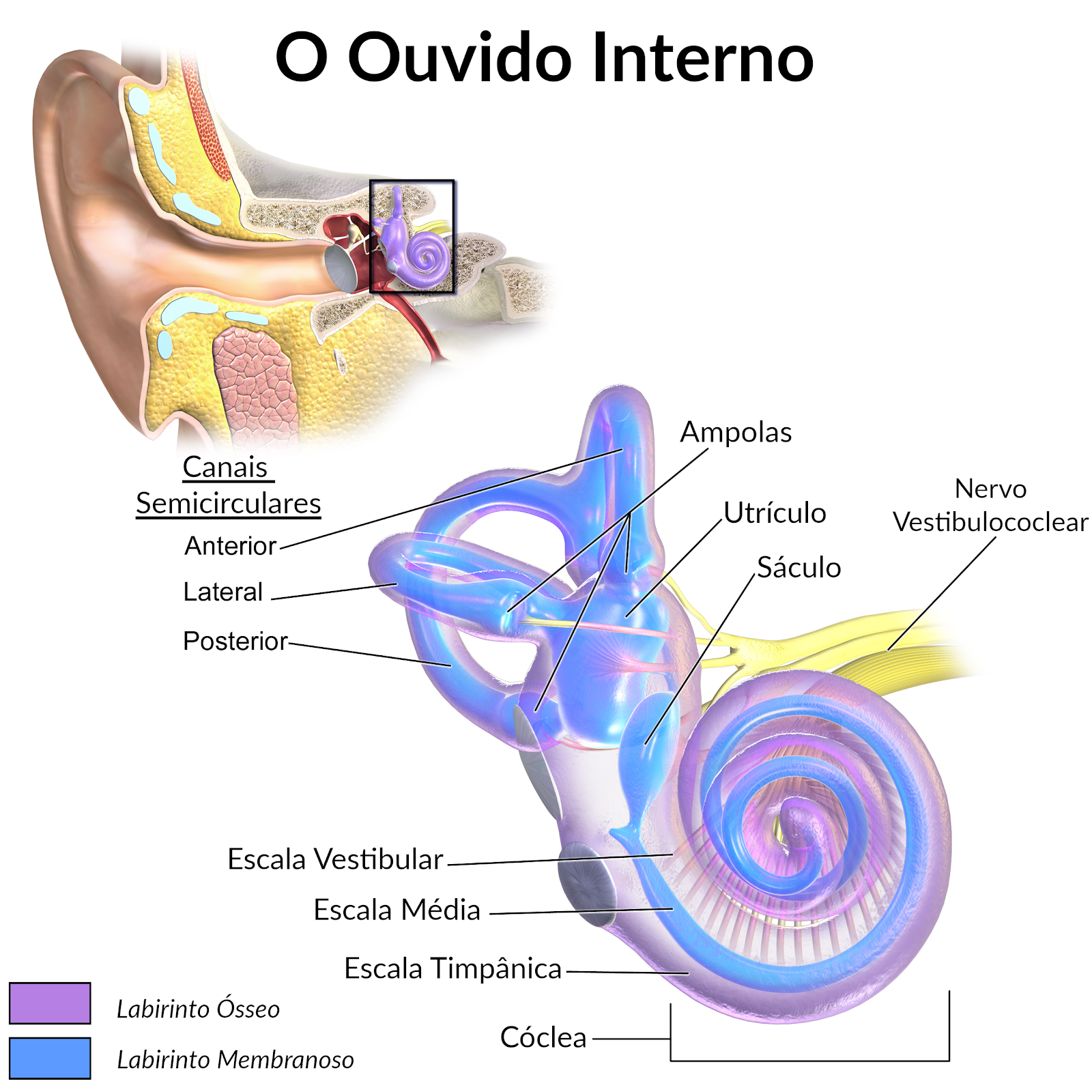
Anatomia do ouvido interno

A doença de Menière (DM) está entre as causas mais frequentes de vestibulopatias. A etiologia ainda não é totalmente compreendida, porém, a patologia se dá em decorrência do aumento do volume endolinfa.
Os marcadores da doença são episódios de vertigens, frequentemente acompanhados de zumbido e plenitude auricular. No estágio inicial, no qual as crises são mais agressivas e o paciente apresenta uma perda auditiva flutuante; que, com a "estabilização" passa a atingir todas as frequências; baixas (graves) e altas (agudas).
Em resumo, os sintomas da DM estendem-se a acometimentos auditivos e vestibulares que são inconsistentes, apresentando momentos de crise e de controle.